# Bronzealderen i Danmark
Bronzealderen i Danmark begynder senere end bronzealderen i Grækenland og Centraleuropa. Ud over brugen af bronze til smykker og våben, er kendetegn for bronzealderen de karakteristiske gravhøje der præger landskabet, samt en ny type bebyggelse.

## Kronologi
Den nordiske bronzealder, som Danmark er en del af, strækker sig over perioden 1700 - 500 f.v.t. Betegnelsen bronzealder er en del af Christian Jürgensen Thomsen’s treperiodesystem fra 1820’erne, hvor oldtiden er delt i stenalderen, bronzealderen og jernalderen.
Bronzealderen består af seks perioder og før disse perioder er en stenalder periode, senneolitikum B (2000-1700 f.v.t.) hvor bronze og bronze forarbejdning allerede fandt sted. Den nordiske bronzealder deles typisk i den ældre bronzealder (perioderne I-III) og den yngre bronzealder (perioderne IV-VI). Disse perioder er opdelt efter den skiftende mode i motiver og mønstre gennem bronzealderen.

## Karakteristik

### Beboelse
Bronzealderens huse er typisk byggede på en akse fra øst til vest
Den ældre bronzealder (1700-1100 f.v.t.) markere også overgangen fra de toskibede til de treskibede langhuse. Et toskibet langhus (også kaldet et midtsulehus), som man kender fra bondestenalderen (neolitikum), er kendetegnet ved at taget støttes af en række høje og kraftige midterstolper, samt en række vægstopler i hver af husets langsider. Et treskibet langhus, som også er udbredt op gennem jernalderen, har derimod to rækker kraftige midterstolper til at bære tagets vægt. Bygningsstørrelsen voksede også perioden til huse med en bredde på op til 10m og en længde på op til 50m. Dog var de fleste huse af en mere beskeden karakter som man kan se på de mange udgravninger i Jylland.

### Landbrug
I bronzealderen begyndte et kulturlandskab for alvor at opstå i Danmark. Hvor landet tidligere havde været dækket af skov begyndte der nu at opstå åbne arealer med græsningsland. Bønder holdt til på de samme jorder i flere generationer.

### Begravelse
I den ældre bronzealder er de store gravhøje det er dominere landskabet. Af de titusinder af gravhøje der blev bygget i bronzealderen er langt de fleste af dem fra periode II (1500 - 1300 f.v.t.)

### Motiv og mønstre
I begyndelsen af bronzealderen var de dekorative mønstre og motiver der typisk blev brugt af geometrisk art. Dette udviklede sig gennem bronzealderen til spiralmønstre. I en senere periode var de såkaldte plastiske mønstre meget udbredte. Disse bestod af forskellige ophøjede og fordybede motiver. I den sidste del af bronzealderen gik man over til mere fladedækkende mønstre med bølgebånd af tynde linjer i regelmæssige mønstre.

## Genstande i bronze
Bronze er en kobberbaseret metallegering der i det sene 3. årh. f.v.t. breder sig til Sydskandinavien fra henholdsvis Centraleuropa og de Britiske øer. I bronzealderens første 3 århundreder kender vi ikke særligt mange fund af bronze og det anslås at 2/3 af metalgenstandene fra denne tidlige periode er økser fremstillet lokalt. Dog er de genstande der er fremstillet i andre regioner af mere varieret art.

### Randlisteøkser
Mange af bronzealderens økser var af en type man kalder randlisteøkser på grund af de karakteristiske høje sidekanter eller randliste.

## Udvalgte arkæologiske udgravninger

### Bebyggelser
- Bjerre (Nordjylland)
- Egehøj (Djursland)
- Hemmed Plantage (Djursland)
- Hemmed Kirke (Djursland)
- Limensgård (Bornholm)
- Resengård (Nordjylland)

### Begravelse
- Skelhøj (Sydjylland)